# Évariste Bavoux
Pour les articles homonymes, voir Bavoux.
Évariste Antoine Joseph Bavoux est un homme politique français né le 5 octobre 1809 à Paris et décédé le 15 décembre 1890 à Paris.

## Biographie
Il est le fils de Nicolas Bavoux, professeur de droit, magistrat, puis député, et d'Adélaïde Rose Bernard. 
Il fait ses études à Paris au Lycée Louis le Grand, et au Lycée Charlemagne. En 1834, il devient avocat au Barreau de Paris.
Le 23 avril 1848, il est élu député de Seine-et-Marne , siégeant au centre et votant souvent avec la droite. Réélu en 1849, il siège avec la droite jusqu'au coup d'État du 2 décembre 1851. Rallié au Second Empire, il est réélu le 29 février 1852 comme candidat officiel. 
Il est un orateur écouté de la majorité parlementaire et régulièrement invité aux Tuileries par l'Empereur. Il siège jusqu'en 1857.
En 1857, il est nommé conseiller d’État et le reste jusqu'à la chute du Second Empire, en 1870, après laquelle il est retraité, tout en continuant, par ses écrits à soutenir la cause bonapartiste
Officier de la Légion d'honneur en 1864, il est l'auteur de nombreuses publications juridiques, historiques et politiques.

## Mariage et descendance
Evariste Bavoux, épouse en 1844 Louise Emilie Michaud (1825-1900), fille de Louis Michaud, négociant à Provins, maire de Provins en 1848, conseiller-général du canton de Provins (Seine & Marne) en 1867-1871, et de Jeanne Emilie Simon. Il en a un fils, Maurice Evariste Bavoux (1856-1890).

## Sources
- « Évariste Bavoux », dans Adolphe Robert et Gaston Cougny, Dictionnaire des parlementaires français, Edgar Bourloton, 1889-1891 [détail de l’édition]
- Roland Drago, Jean Imbert, Jean Tulard et François Monnier, Dictionnaire biographique des membres du Conseil d'Etat, 2004, Paris, Arthème Fayard, p. 149.